# 1440 Rostia
1440 Rostia este un asteroid din centura principală, descoperit pe 11 octombrie 1937, de Karl Reinmuth.